# Цветков, Михаил Никитич
Михаил Никитич Цветков (1771—1813) —  статский советник, редактор «Северной почты», переводчик с французского языка на русский.

## Биография
Михаил Цветков родился в 1771 году; происходил из духовного звания. В 1779 году Цветков был записан рядовым в Преображенский лейб-гвардии полк и прошёл все нижние чины, получив в 1795 году чин сержанта, но уже в следующем году перешёл на гражданскую службу.
25 февраля 1797 года Михаил Никитич Цветков был назначен инспектором Юнкерского института при Сенате (в бытность его инспектором из института выпущено 68 дворян для определения в статскую службу).
В декабре 1801 года М. Н. Цветков назначен обер-секретарем Сената, а 23 июня 1803 года помощником метриканта в Метрикантской экспедиции при Сенате (т. е. в Литовской Метрике).
С марта 1804 года он, сверх того, состоял редактором при Комиссии составления законов. В 1809 году, будучи уже в чине коллежского советника (чин этот дан ему в 1807 г.), Цветков получил от Министерства внутренних дел Российской империи новое назначение: он становится редактором «Северной почты», сменив на этом посту Осипа Петровича Козодавлева, а 26 декабря 1811 года произведен в статские советники.
Цветковым переведены следующие книги: 1) «Грамматика, или Введение к обучению французского языка, сочиненная Иваном Вегелиным. Перевел с французского Михайло Цветков», Москва, 1793 г., 8°; 2) «Начальные основания нравоучения. Соч. Мабли. Перевел с франц. языка Михаил Цветков», 3 части. М., в типогр. унив., 1803 год.
Михаил Никитич Цветков умер в июне 1813 года.